# Phalloceros uai
Phalloceros uai är en fiskart som beskrevs av Paulo Henrique Franco Lucinda 2008. Phalloceros uai ingår i släktet Phalloceros och familjen Poeciliidae. Inga underarter finns listade i Catalogue of Life.